# 74-й Берлинский международный кинофестиваль
74-й Берлинский международный кинофестиваль проходил в Берлине с 15 по 25 февраля 2024 года (даты были объявлены организаторами 28 февраля 2023 года, вскоре после завершения предыдущего фестиваля). По традиции, фестиваль прошёл во дворце Берлинале, на Потсдамской площади города.
Это был первый фестиваль при директоре Трише Таттл: в декабре 2023 года стало известно, что она сменит исполнительного директора Мариетт Риссенбек и художественного руководителя Карло Шатриана.
«Золотого медведя» получила режиссёр Мати Диоп за фильм «Дагомея», Гран-при жюри — Хон Сансу за фильм «Нужды путешественника», приз жюри — Брюно Дюмон за фильм «Империя».

## Жюри фестиваля
В декабре 2023 года стало известно, что жюри фестиваля возглавит актриса, режиссёр и продюсер Лупита Нионго. Другие члены жюри — Брэди Корбет, Энн Хёй, Кристиан Петцольд, Жасмин Тринка, Альберт Серра, Оксана Забужко.

## Программа фестиваля
Конкурсную программу сократили из целей экономии: показали всего 200 фильмов (на 73-м фестивале их было 287), упразднили секции для молодых режиссёров Perspektive Deutsches Kino и Berlinale Series. При этом количество кинокартин, участвующих в основном конкурсе, выросло до 20.

### Основная конкурсная программа
| Лауреат «Золотого медведя» выделен отдельным цветом. |

| Название              | Оригинальное название   | Режиссёр                          | Страна                                                                                     |
| --------------------- | ----------------------- | --------------------------------- | ------------------------------------------------------------------------------------------ |
| Архитектон            | Architecton             | Виктор Косаковский                | Германия Франция                                                                           |
| Вне времени           | Hors du temps           | Оливье Ассайас                    | Франция                                                                                    |
| Дагомея               | Dahomey                 | Мати Диоп                         | Франция · Сенегал · Бенин                                                                  |
| Другой выход          | Another End             | Пьеро Мессина                     | Италия                                                                                     |
| Другой человек        | A Different Man         | Аарон Шимберг                     | США                                                                                        |
| Дьявольская баня      | Des Teufels Bad         | Северин Фиала, Вероника Франц     | Австрия Германия                                                                           |
| Империя               | L’Empire                | Бруно Дюмон                       | Франция Италия Германия Бельгия Португалия                                                 |
| Иностранный язык      | Langue étrangère        | Клер Бюргер                       | Франция Германия Бельгия                                                                   |
| Кому я принадлежу     | ماء العين               | Мерьям Жубер                      | Тунис · Франция · Канада · Норвегия · Катар · Саудовская Аравия                            |
| Кухня                 | La cocina               | Алонсо Руиспаласиос               | Мексика · США                                                                              |
| Мой любимый торт      | کیک محبوب من            | Марьям Могхаддам и Бехташ Санаихи | Иран · Франция · Швеция · Германия                                                         |
| Нужды путешественника | 여행자의 필요           | Хон Сансу                         | Республика Корея                                                                           |
| От Хильды с любовью   | In Liebe, Eure Hilde    | Андреас Дрезен                    | Германия                                                                                   |
| Пепе                  | Pepe                    | Нельсон Карло Де Лос Сантос Ариас | Доминиканская Республика Намибия Германия Франция                                          |
| Победа                | Gloria!                 | Маргерита Викарио                 | Италия Швейцария                                                                           |
| Сыновья               | Vogter                  | Густав Меллер                     | Дания · Швеция                                                                             |
| Мелочи жизни          | Small Things like These | Тим Милантс                       | Ирландия Бельгия                                                                           |
| Жизнь                 | Sterben                 | Маттиас Гласнер                   | Германия                                                                                   |
| Чёрный чай            | Black Tea               | Абдеррахман Сиссако               | Франция · Мавритания · Люксембург · Китайская Республика · Кот-д’Ивуар                     |
| Шамбала               | Shambhala               | Мин Бахадур Бхам                  | Непал · Франция · Норвегия · Гонконг · Китай · Турция · Китайская Республика · США · Катар |

### Специальные показы (Berlinale Special)
- Сокровище (режиссёр Джулия фон Хайнц)
- Кукушка (режиссёр Тильман Сингер)
- Закат снежного человека (режиссёры братья Зеллнер)
- Достоевский (режиссёры братья Д’Инноченцо)
- Семь вуалей (режиссёр Атом Эгоян)
- Космонавт (режиссёр Йохан Ренк)
- Нигде (режиссёр Цай Минлян)[7]

### Программа «Панорама»
- «Андреа разводится» (режиссёр Йозеф Хадер)
- «Выгон» (режиссёр Нора Фингшайдт)
- «Рай Дианы» (режиссёры Кармен Жакье и Жан Гассман)[8]
- «Тем временем на Земле» (режиссёр Жереми Клапен)
- «Фарук» (режиссёр Асла Озге)
- «Я видел свечение телевизора» (режиссёр Дэн Шонбрун)

### Программа «Поколение»
- Над пылью режиссёр Ван Сяошуай)
- Агуакуарио (режиссёр Хосе Эдуардо Кастилья Понсе)
- Усиленный (режиссёр Дина Насер)
- Бабочка (режиссёр Флоренс Миайль)
- Лиса и Заяц Спасают Лес (режиссёр Маша Хальберстад)
- Всё в порядке! (режиссёр Ким Хе Ён)
- Основные тона (режиссёр Ингрид Покропек)
- Фарфор (режиссёр Анника Биргель)
- Квинс (режиссёр Клаудия Рейнике)
- Овца (режиссёр Хади Бабаифар)
- Кислые конфеты (режиссёр Ниши Дугар)
- Поэма «Конец лета» (режиссёр Лам Кань-чжао)
- Сквозь скалы и облака (режиссёр Франко Гарсия Бесерра)
- Ули (режиссёр Мариана Хиль Риос)
- Победители (режиссёр Солин Юсеф)
- Юные сердца (режиссёр Энтони Шаттеман)
- Фу! (режиссёр Лоик Эспюш)

## Победители фестиваля
- Почётный «Золотой медведь» за вклад в кинематограф — Мартин Скорсезе[9].

### Основная конкурсная программа
- «Золотой медведь» за лучший фильм — «Дагомея», режиссёр Мати Диоп
- Гран-при жюри — «Нужды путешественника», режиссёр Хон Сансу
- Приз жюри — «Империя», режиссёр Брюно Дюмон
- «Серебряный медведь» за лучшую режиссуру — Нельсон Карло де Лос Сантос Ариас, «Пепе»
- «Серебряный медведь» за лучшую роль — Себастиан Стэн, «Другой человек»
- «Серебряный медведь» за лучшую роль второго плана — Эмили Уотсон, «Мелочи жизни»
- «Серебряный медведь» за лучший сценарий — Маттиас Гласнер, «Жизнь»
- «Серебряный медведь» за художественные достижения — оператор Мартин Гшлахт, Дьявольская баня

### Программа «Встречи» (Encounters)
- Лучший фильм — «Непосредственное действие», режиссёры Гийом Кайо, Бен Рассел
- Лучший режиссёр — Джулиана Рохас, «Город; Загородная местность»
- Специальный приз жюри — «Великая зевота», режиссёр Алияр Расти
- Специальный приз жюри — «Дождь должен идти», режиссёр Цю Ян